# Joe Turkel
Joseph ("Joe") Turkel (Brooklyn (New York), 15 juli 1927 – Santa Monica (Californië), 27 juni 2022) was een Amerikaans acteur. Gedurende een carrière van vijftig jaar werd hij vooral bekend als Pierre Arnaud in Paths of Glory en barman Lloyd in The Shining. Hij had voorts een bijrol als Eldon Tyrell in Blade Runner.

## Acteercarrière
Joe Turkel heeft in drie films van Stanley Kubrick gespeeld. Philip Stone is de andere acteur die de eer te beurt viel. Turkel had bijrollen in de Kubrickfilms The Killing (als de gangster Tiny), Paths of Glory (als soldaat Pierre Arnaud) en The Shining (als barman Lloyd). Stone overleed in 2003.
Wel vaker speelde Turkel de (secundaire of tertiaire) antagonist. Een van zijn bekendste filmrollen is die van de stokstijve, spookachtige barman Lloyd in Kubricks horrorklassieker The Shining uit 1980. Hij noemt de 'eerste ontmoeting' tussen Jack Torrance (Jack Nicholson) en Lloyd zijn favoriete scène en bevestigde in een interview uit 2014 dat de opnames zes weken in beslag namen omdat Kubrick een perfectionistische regisseur was.
Een andere rol waarvoor hij bekend staat is die van Dr. Eldon Tyrell in de sciencefictionfilm Blade Runner van Ridley Scott uit 1982. De film Blade Runner geniet een cultstatus. Tyrell was net als Lloyd een slechterik, de leider van de Tyrell Corporation (een bedrijf verantwoordelijk voor het ontwerp, de fabricage en de verkoop van mensachtige slaven, replicanten genaamd). Tyrell is een wetenschapper die maar wat graag voor 'God' speelt. Tyrell citeert een uitspraak van de Chinese filosoof Laozi en spreekt: "The light that burns twice as bright, burns half as long" , hoewel Laozi het woord 'kandelaar' (candle) gebruikte.
Turkel nam aanvankelijk rollen aan voor films noir en verscheidene komedies toen hij als acteur begon, eind jaren veertig en begin jaren vijftig. 
Turkel maakte zijn acteerdebuut in 1949 als Shimmy Stockton, voor de film noir City across the River van Maxwell Shane met Stephen McNally en hernam de rol van Shimmy voor het vervolgdeel The Naked Street uit 1955. Hij verzamelde meer dan 30 filmrollen, voornamelijk B-films. Hij werkte regelmatig samen met filmmakers zoals Bert I. Gordon, Samuel Fuller en Robert Wise. Uiteindelijk werd Turkel ook drie maal benaderd door de iconische regisseur Stanley Kubrick.
In 1960 had Turkel een bijrol als Nick in de horrorfilm Tormented van Bert I. Gordon. Drie jaar daarvoor, in 1957, brak Turkel door vanwege zijn vertolking van soldaat Pierre Arnaud de oorlogsfilm Paths of Glory (met Kirk Douglas en George Macready) van Stanley Kubrick. In 1967 vertolkte Turkel de rol van Jake "Greasy Thumb" Guzik in de gangsterfilm The St. Valentine's Day Massacre onder regie van Roger Corman. Deze film is gebaseerd op waargebeurde feiten in Chicago uit 1929. 
Verder acteerde hij in de avonturenfilm The Sand Pebbles onder regie van Robert Wise, een film uit 1966. Turkel speelde mee in televisieseries als Bonanza (drie afleveringen), Miami Vice (aflevering "Indian Wars") als de drugsdealer Levec, en Boy Meets World (aflevering "And Then There Was Shawn"), als een ietwat akelige huisbewaarder. Turkels allerlaatste rol als acteur. In 1998 stopte Turkel namelijk met acteren.
Hoewel hij toen al bijna negentig jaar oud was, maakte Turkel in 2014 nog steeds zijn opwachting bij conventies omtrent horrorfilms om handtekeningen uit te delen. In juni 2022 overleed Turkel op 94-jarige leeftijd in een ziekenhuis in het Californische Santa Monica. Turkel was tot zijn overlijden in 2022 een van de oudste nog levende "Golden Age"-acteurs.

## Filmografie

#### Films
Selectie:
- City across the River (1949) - als Shimmy Stockton
- Angels in Disguise (1949) - als Johnny Mutton
- Lucky Losers (1950) - als Johnny Angelo
- Federal Man (1950) - als Jack Morton
- Triple Trouble (1950) - als Benny the Blood
- Southside 1-1000 (1950) - als Frankie
- The Glass Wall (1953) - als Freddie Zakoyla
- Man Crazy (1953) - als Ray
- Duffy of San Quentin (1954) - als Frank Roberts
- The Naked Street (1955) - als Shimmy Stockton
- Inside Detroit (1956) - als Pete Link
- The Killing (1956) - als Tiny
- Hellcats of the Navy (1957) - als Chick
- Paths of Glory (1957) - als soldaat Pierre Arnaud
- The Bonnie Parker Story (1958) - als Chuck Darrow
- Gokkers en gangsters (1958) - als handlanger Monte
- Verboten! (1959) - als infanterist
- Here come the Jets (1959) - als Henley
- The Purple Gang (1959) - als Eddie Olsen
- The Boy and the Pirates (1960) - als Abu the Genie
- Tormented (1960) - als Nick
- Portrait of a Mobster (1961) - als Joe Noe
- The Yellow Canary (1963) - als politieman
- The Carpetbaggers (1964) - als reporter
- Village of the Giants (1965) - als Sheriff
- King Rat (1965) - als Dino
- The Sand Pebbles (1966) - als Seaman Bronson
- The St. Valentine's Day Massacre (1967) - als Jake "Greasy Thumb" Guzik
- The Devil's 8 (1969) - als Sam
- Wild in the Sky (1972) - als Corazza
- Cycle Psycho (1973) - als Harry
- The Hindenburg (1975) - als detective Moore
- Which Way Is Up? (1977) - als Harry Boatwright
- The Shining (1980) - als Lloyd
- Blade Runner (1982) - als Eldon Tyrell
- The Dark Side of the Moon (1990) - als Paxton Warner

#### Televisieseries
Selectie:
- Bat Masterson (1960) - als Fargo
- Bonanza (1961-1968) - drie afleveringen
- Combat! (1964) - als soldaat Klimmer
- The Rat Patrol (1967) - als kapitein Bruener
- Miami Vice (1988, aflevering "Indian Wars") - als Levec
- Boy Meets World (1998, aflevering "And Then There Was Shawn") - als conciërge

## Noot
1. ↑  [...] "and you have burned so very, very brightly, Roy (Rutger Hauer)"